# 海飛
海飛（かいと、1999年3月27日 - ）は、日本の総合格闘家。和術慧舟會HEARTS 所属。山口県山陽小野田市出身。

## 来歴

### 幼少期
4歳の頃から極真空手を始める。小学生時代から全国大会で活躍。2015年に全日本高校生空手道選手権で優勝し、空手界で頭角を現す。

### アマチュアMMA時代
大学進学からカナダ留学、帰国後に上京し紆余曲折を経て、2020年8月に和術慧舟會HEARTSに入会。PANCRASEアマチュア全日本オープントーナメントライト級優勝。DEEPフューチャーキングトーナメント2020フェザー級優勝。

### プロ転向
アマチュアでの活躍が評価されプロデビューを果たす。DEEPを主戦場に活躍し着実に戦績を積み重ねている。
2025年3月15日にDEEP 124 IMPACT～フェザー級GP2025一回戦～に参戦。第2代SB日本ウェルター級王者奥山貴大と打撃で渡り合い、判定勝利。2025年5月5日に開催されるフェザー級GP2025準決勝に駒を進める。

## 戦績

### 総合格闘技
| 総合格闘技 戦績 | 総合格闘技 戦績 | 総合格闘技 戦績 | 総合格闘技 戦績 | 総合格闘技 戦績 | 総合格闘技 戦績 | 総合格闘技 戦績 |
| --------------- | --------------- | --------------- | --------------- | --------------- | --------------- | --------------- |
| 14 試合         | (T)KO           | 一本            | 判定            | その他          | 引き分け        | 無効試合        |
| 8 勝            | 2               | 2               | 4               | 0               | 0               | 0               |
| 6 敗            | 1               | 1               | 4               | 0               | 0               | 0               |

| 勝敗 | 対戦相手   | 試合結果                 | 大会名                                             | 開催年月日     |
| ×    | 水野新太   | 5分3R終了 判定0-5        | DEEP 125 IMPACT 【DEEPフェザー級グランプリ準決勝】 | 2025年5月5日   |
| ○    | 奥山貴大   | 5分3R終了 判定5-0        | DEEP 124 IMPACT 【DEEPフェザー級グランプリ1回戦】  | 2025年3月15日  |
| ○    | 西谷大成   | 2R 1:50 ギロチンチョーク | DEEP SUMMER FESTIVAL 2024                          | 2024年8月31日  |
| ○    | TATSUMI    | 5分2R終了 判定2-1        | DEEP TOKYO IMPACT 2024                             | 2024年3月24日  |
| ○    | 五明宏人   | 5分2R終了 判定2-1        | DEEP 114 IMPACT                                    | 2023年7月2日   |
| ×    | 窪田泰斗   | 5分2R終了 判定1-2        | DEEP TOKYO IMPACT 2023 7th ROUND                   | 2023年3月25日  |
| ×    | 力也       | 1R 2:39 アームバー       | DEEP TOKYO IMPACT 2022 6th ROUND                   | 2022年11月23日 |
| ×    | 雅駿介     | 5分2R終了 判定0-3        | DEEP 108 IMPACT                                    | 2022年7月10日  |
| ○    | 鈴木崇矢   | 2R 3:58 TKO              | POUNDSTORM                                         | 2022年4月24日  |
| ○    | 牧野滉風   | 2R TKO                   | DEEP TOKYO IMPACT 2022 1st ROUND                   | 2022年3月12日  |
| ×    | 平松翔     | 1R 1:03 KO（右フック）   | DEEP TOKYO IMPACT 2021 2nd round                   | 2021年10月17日 |
| ×    | 佐藤拳駿   | 5分2R終了 判定1-2        | DEEP 102 IMPACT ～20th Anniversary～               | 2021年7月4日   |
| ○    | 山口コウタ | 2R 2:02 フロントチョーク | DEEP TOKYO IMPACT 1st ROUND                        | 2021年6月18日  |
| ○    | 漆間 將生  | 5分3R終了 判定2-1        | 格闘DREAMERS                                       | 2021年5月15日  |

## 人物

### ファイトスタイル
- 極真空手をバックボーンに持ち、打撃の精度と威力に優れたスタイルを特徴とする。
- 近年は寝技の精度を上げ、一本勝ちの試合も増えている。

## 獲得タイトル
- 全日本高校生空手道選手権優勝(2015年)
- PANCRASEアマチュア全日本オープントーナメントライト級優勝(2020年)
- DEEPフューチャーキングトーナメント2020フェザー級優勝(2021年)

## 試合映像
- DEEP 124 IMPACT 奥山 貴大 vs 海飛
- DEEP SUMMER FESTIVAL 2024 西谷 大成 vs 海飛
- DEEP TOKYO IMPACT 2022 6th ROUND 力也 vs 海飛
- DEEP 108 IMPACT 雅駿介 vs 海飛
- DEEP TOKYO IMPACT 2022 1st ROUND 海飛 vs 牧野滉風
- DEEP TOKYO IMPACT 2021 2nd round 平松 翔 vs 海飛
- DEEP 102 IMPACT ～20th Anniversary～ 海飛 vs 佐藤勇駿(拳駿)
- DEEP TOKYO IMPACT 2021 1st ROUND 吉村海飛 vs 山口コウタ